# Guillermo Gálvez
Guillermo Gálvez López (Bogotá, 1959) es un actor y director colombiano, hijo de los actores Rebeca López y Guillermo Gálvez, reconocido principalmente por su personaje en la telenovela Tuyo es mi corazón.

## Vida personal
Guillermo estuvo casado con la también actriz Martha Liliana Ruiz, producto del cual nacieron sus dos hijos. En julio de 1991, Tv y novelas logró entrevistar a ambos actores. En ese momento, Guillermo acusó a la actriz de ser celosa y de secuestrar a sus hijos, aunque finalmente aceptó que la golpeaba.
Todo comenzó en 1988, época en que ella le quitó el derecho de ver a sus hijos y a estos el apellido paterno, y lo demandó por intento de asesinato porque en diciembre de ese año, Marta Liliana le permitió ver al niño y él se lo llevó. Cuando la policía lo encontró, estaba en malas condiciones. En ese momento de arrebato, Guillermo le gritó a Martha que la iba a matar, y ella aprovechó esa amenaza. Cinco años después, la actriz le permitió ver a los niños, pero por hechos confusos, ella decidió demandarlo por corrupción de menores e incesto a sus dos hijos de siete y ocho años en 1998 logró que la justicia le quitara la patria potestad sobre los pequeños, pero tiempo después por testimonio de sus propios hijos quedó libre, gracias a qué ellos relataron que fue su madre, Martha Liliana Ruiz quien les obligó a decir mentiras.

## Filmografía

### Televisión
- El general Naranjo (2019)
- Infieles (2017)
- Esmeraldas (2015)
- Comando élite (2013)
- Escobar, el patrón del mal (2012)
- Mujeres al límite (2012)
- Historias Clasificadas (2012)
- Infiltrados (2011)
- Primera dama (2011)
- La Teacher de inglés (2011)
- Amor sincero (2010) Andrés Pastrana
- Doña Bella (2010) Alcalde Simón Molina
- Las trampas del amor (2009) Coronado
- La marca del deseo

(2007) Tomás
- Por amor (2006) Actuación especial
- Lorena (2005-2006) Dr París
- El baile de la vida (2005) Raúl Osorio
- La saga, negocio de familia (2004) Julio Ortiz
- La venganza (2002) Armando Serrano
- Mariluna (1996)
- Candela (1994) Rodrigo Raigosa
- La Ley de la Calle (1994)
- El último beso (1993) Arsenio Rodríguez
- Lucerito (1992) Luis Miguel Andrade
- La quinta hoja del trebol (1992) Sebastián Sarria
- D'xaniela (1989)
- Las Ibáñez (1989) Ambrosio Plaza
- San Tropel (1987-1988) Gentil Cortés Caballero
- Huracán (1987)
- Gallito Ramírez (1986) Arturo Sanclemente
- Tuyo es mi corazón (1985) Belleza
- Señora (1985)
- Esperanza (1985)

### Cine
- Ilona llega con la lluvia - Director: Sergio Cabrera

## Premios
- Condecoración Ministerio de Cultura Bogotá 2.000
- Premio Mejor Actor 1992
- Nominación INDIA CATALINA mejor actor protagónico 1997
- Premio INDIA CATALINA Actor Revelación 1985